# Gabriel Barbosa
Gabriel Barbosa Almeida (* 30. srpna 1996), známý spíše jako Gabriel Barbosa, je brazilský fotbalový útočník a reprezentant, momentálně hráč brazilského klubu Flamengo. 

Bývá médii označován jako „nový Neymar“.

## Reprezentační kariéra
Gabriel hrál za mládežnické výběry Brazílie v kategoriích U15, U17 a U20.
Zúčastnil se turnaje hráčů do 20 let L'Alcúdia International Football Tournament, který mladí Brazilci vyhráli. Na turnaji byl nejlepším střelcem.
Zúčastnil se LOH 2016 v Riu de Janeiro, kde získal s brazilským týmem U23 zlaté medaile.